# أناستازيا هيل
أناستازيا هيل (بالإنجليزية: Anastasia Hille)‏ هي ممثلة بريطانية، ولدت في 28 نوفمبر 1965 في لندن في المملكة المتحدة.

## أعمال

### أفلام
- (2001) الثقب
- (2006) المهجور
- (2008) قود
- (2012) بياض الثلج والصياد[6]

## وصلات خارجية
- أناستازيا هيل على موقع IMDb (الإنجليزية)
- أناستازيا هيل على موقع ألو سيني (الفرنسية)
- أناستازيا هيل على موقع أول موفي (الإنجليزية)
- أناستازيا هيل على موقع قاعدة بيانات الأفلام السويدية (السويدية)
- أناستازيا هيل على موقع ديسكوغز (الإنجليزية)
- أناستازيا هيل على موقع قاعدة بيانات الفيلم (الإنجليزية)
- أناستازيا هيل على موقع كينوبويسك (الروسية)